# ريتشارد أدلر
ريتشارد أدلر (بالإنجليزية: Richard Adler)‏ هو كاتب أغاني وملحن أمريكي، ولد في 3 أغسطس 1921 في نيويورك في الولايات المتحدة، وتوفي في 21 يونيو 2012 في ساوثهامبتون ‏ في الولايات المتحدة.

## وصلات خارجية
- ريتشارد أدلر على موقع IMDb (الإنجليزية)
- ريتشارد أدلر على موقع ميوزك برينز (الإنجليزية)
- ريتشارد أدلر على موقع قاعدة بيانات برودواي على الإنترنت (الإنجليزية)
- ريتشارد أدلر على موقع إن إن دي بي (الإنجليزية)
- ريتشارد أدلر على موقع أول ميوزيك (الإنجليزية)
- ريتشارد أدلر على موقع ديسكوغز (الإنجليزية)